# Santarén (Pará)
Santarén (en portugués, Santarém) es un municipio brasileño del estado de Pará. Está localizado en la confluencia del río Tapajós y el río Amazonas.

## Historia
La ciudad fue fundada por el Padre João Felipe Bettendorf el 22 de junio de 1661. Se convirtió en municipio en 1755.  Durante la administración portuguesa perteneció la villa de Santarén a la Capitanía de Pará.  Dejó de ser considerada villa, recibiendo el estatus de ciudad en 1848.  Santarén era epicentro de la lepra en Pará a principios del siglo XX.
A partir de 1960 empezaron serios conflictos entre pescadores en las áreas circundantes a Santarén; hacia finales de siglo el Sindicato de Pescadores y otros establecieron planes de comanejo de las pesquerías de Santanrén.  Uno de los grandes proyectos de la década de 1970 fue la construcción de la carretera Cuiabá-Santarén.  La construcción de dicha carretera Cuiabá-Santarén impactó adversamente a los indios Paraná, hasta que se les entregó en 1996 la TI Paraná, de 490,000 hectáreas, donde a principios del s. xxi vivían 500 de ellos, a razón de 980 hectáreas por persona.

## Comunicaciones en Santarén
Es posible llegar a Santarém por barca en el Amazonas, desde Manaos; el viaje lleva dos y medio días.  En el año 2000, también existía una carretera entre Manaos y Santarén, pero no era transitable en la época lluviosa.

## Economía en Santarén
Según la CEPAL, el humedal amazónico de Santarén otorgaba a fines del s. xx un valor económico de $909 dólares por año y por familia a las familias pescadoras de Santarén.  Santarén se beneficia de poseer uno de los mayores puertos del Amazonas.

## Cultura
En Santarém se encuentra la denominada Cerámica Tapajoense o Tapajoara (en portugués), que está dividida en dos tipos de vasos: los de boca y los de cariátides. Esta cerámica es una de las más antiguas del continente y llega a ser tan perfecta que puede ser comparada con la fina porcelana china.
Existen piezas de esta cerámica en varios museos del mundo; en la ciudad de Santarém se encuentra una muestra en el Centro Cultural João Fona.

## Turismo

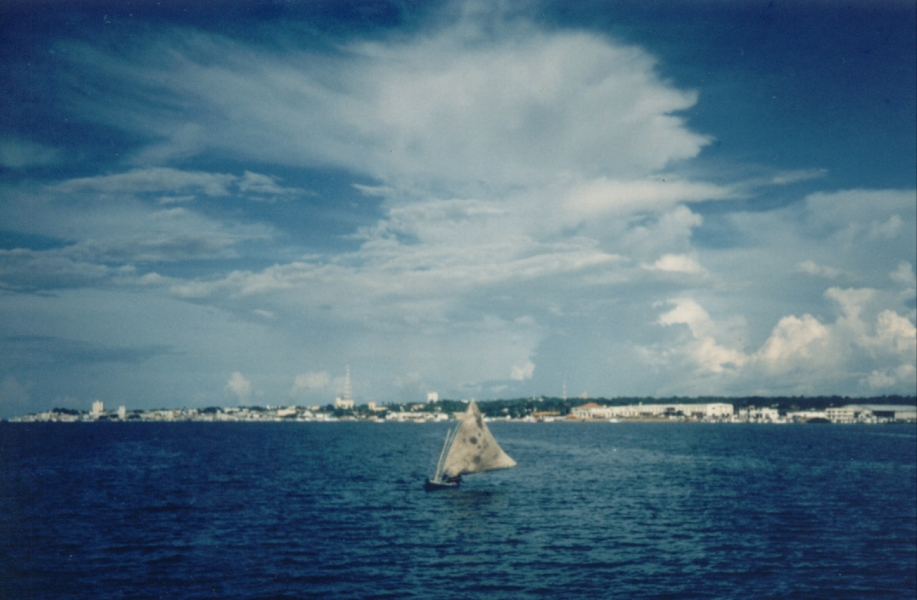

Santarém es conocida como la perla del Tapajós, siendo el segundo municipio más grande del estado de Pará, en frente de la ciudad ocurre el encuentro de las aguas oscuras del río Amazonas con las aguas azules del río Tapajós, en un espectáculo similar al que acontece al frente de la ciudad de Manaos con los ríos Negro y Amazonas. 
Es en el municipio de Santarém donde se localiza la villa Alter-do-Chão, a 30 km de la ciudad. Es un famoso balneario denominado como el Caribe brasileño por sus playas y algunos lugares como el lago Verde y la isla del Amor que atrae a innumerables turistas.